# Conformance Checking

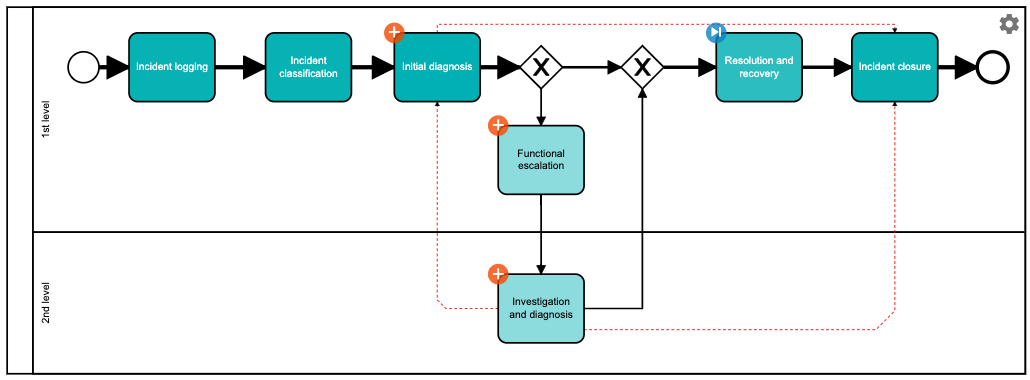
Darstellung von Abweichungen im Prozessmodell in LANA Process Mining

Business Process Conformance Checking (kurz: Conformance Checking) gehört zu den drei grundlegenden Process-Mining-Techniken. Bei der Technik wird der aus den Event-Logs rekonstruierte Prozess mit dem bestehenden Referenzmodell (Soll-Modell) des gleichen Prozesses verglichen. So kann unter anderem bestimmt werden, wie hoch die Übereinstimmung des Soll-Prozessmodells mit dem Ist-Prozess ist. Das Conformance Checking wird beispielsweise von Organisationen dazu eingesetzt, die Einhaltung der Compliance auf prozessualer Ebene zu prüfen.

## Conformance-Abweichungen

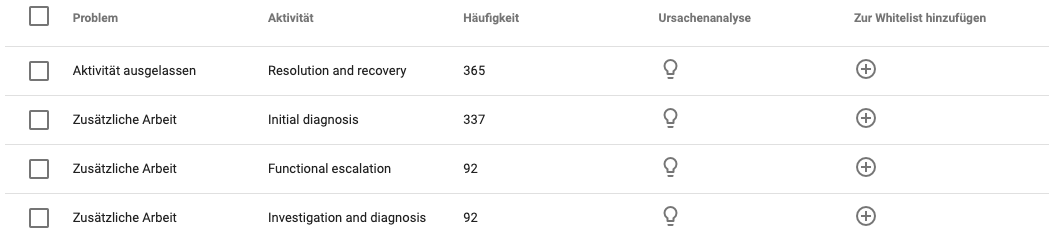
Tabellarische Darstellung von Abweichungen in LANA Process Mining

Bei den Techniken des Conformance Checking wird zur Konformitätsprüfung ein Prozessmodell mit Log-Dateien, bzw. das daraus entstandene Modell, verglichen. Dadurch werden die Übereinstimmungen und Unterschiede zwischen diesen Modellen sichtbar. Diese Unterschiede können visuell (z. B. angezeigt an dem Prozessmodell) oder textuell als Listen dargestellt werden.
Die Interpretation der Conformance-Abweichungen hängt dabei vom Zweck des Modells ab. Bei Abweichungen in einem deskriptiven, also beschreibenden Prozessmodell, muss dieses Modell an die Realität angepasst werden, da es diese anderenfalls nicht korrekt beschreibt.
Bei einem normativen, also maßgebenden Prozessmodell, können die Abweichungen auf zwei Weisen interpretiert werden. Zum einen kann die Abweichung als unerwünschte Abweichung und damit Optimierungspotential interpretiert werden. Beispielsweise indizieren unerwünschte Abweichungen die Notwendigkeit zur besseren Prozesskontrolle und Anpassung des realen Prozessablaufs, beispielsweise an gesetzliche Regularien. Andererseits können Abweichungen als wünschenswert interpretiert werden. Beispielsweise sind das alternative Arbeitsabläufe, die jedoch dazu führen, dass Kunden besser bedient wird oder ad-hoc Probleme besser gelöst werden. Aus wünschenswerten Abweichungen resultiert eine Anpassung des (Soll-)Prozessmodells.